# Новий Хвалім
Новий Хвалім (пол. Nowy Chwalim, нім. Neu Valm) — село в Польщі, у гміні Барвиці Щецинецького повіту Західнопоморського воєводства.
Населення — 152 особи (2011).

## Демографія
Демографічна структура станом на 31 березня 2011 року:
|          | Загалом | Допрацездатний вік | Працездатний вік | Постпрацездатний вік |
| -------- | ------- | ------------------ | ---------------- | -------------------- |
| Чоловіки | 71      | 20                 | 44               | 7                    |
| Жінки    | 81      | 21                 | 44               | 16                   |
| Разом    | 152     | 41                 | 88               | 23                   |